# Гипостильный зал

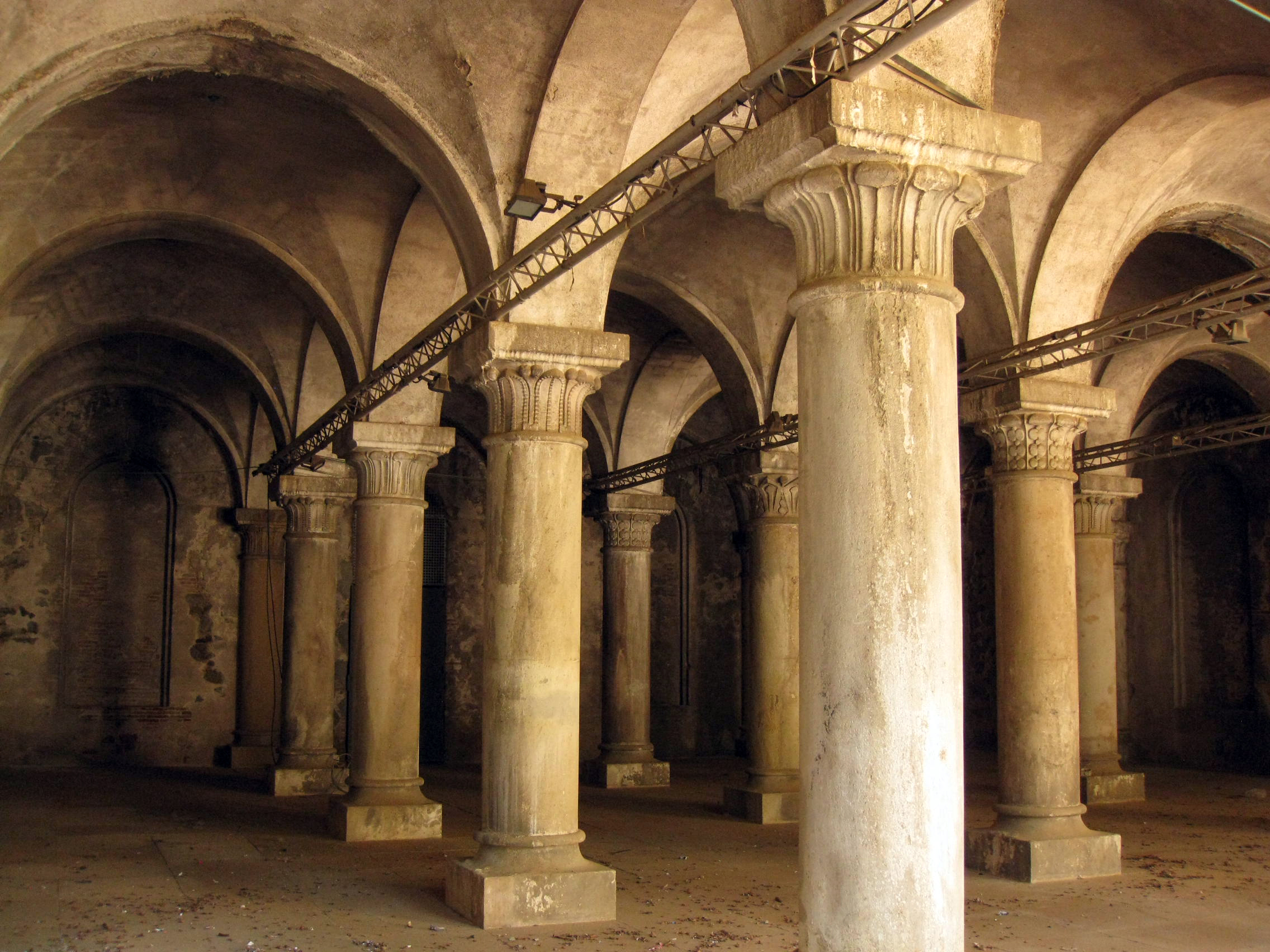
Jardines de ca n’Altamira, Барселона, Испания

Гипости́ль, гипостильный зал (от греч. ὑπόστυλος «поддерживаемый колоннами») — многоколонный зал, имеющий ряд нефов. В архитектуре Древнего Египта большой зал храма или дворца с многочисленными, регулярно поставленными колоннами.
Совместное использование колонн и арок стало одним из двух основных видов архитектурного исполнения мечетей, где молельный зал представляет собой гипостильный зал (например, мечеть Укба в Тунисе). В ранних постройках преобладающим был социально-политический аспект мечети как общественного зала, для которого идеально подходит именно гипостиль, а ориентация определялась положением и размером зон тени.

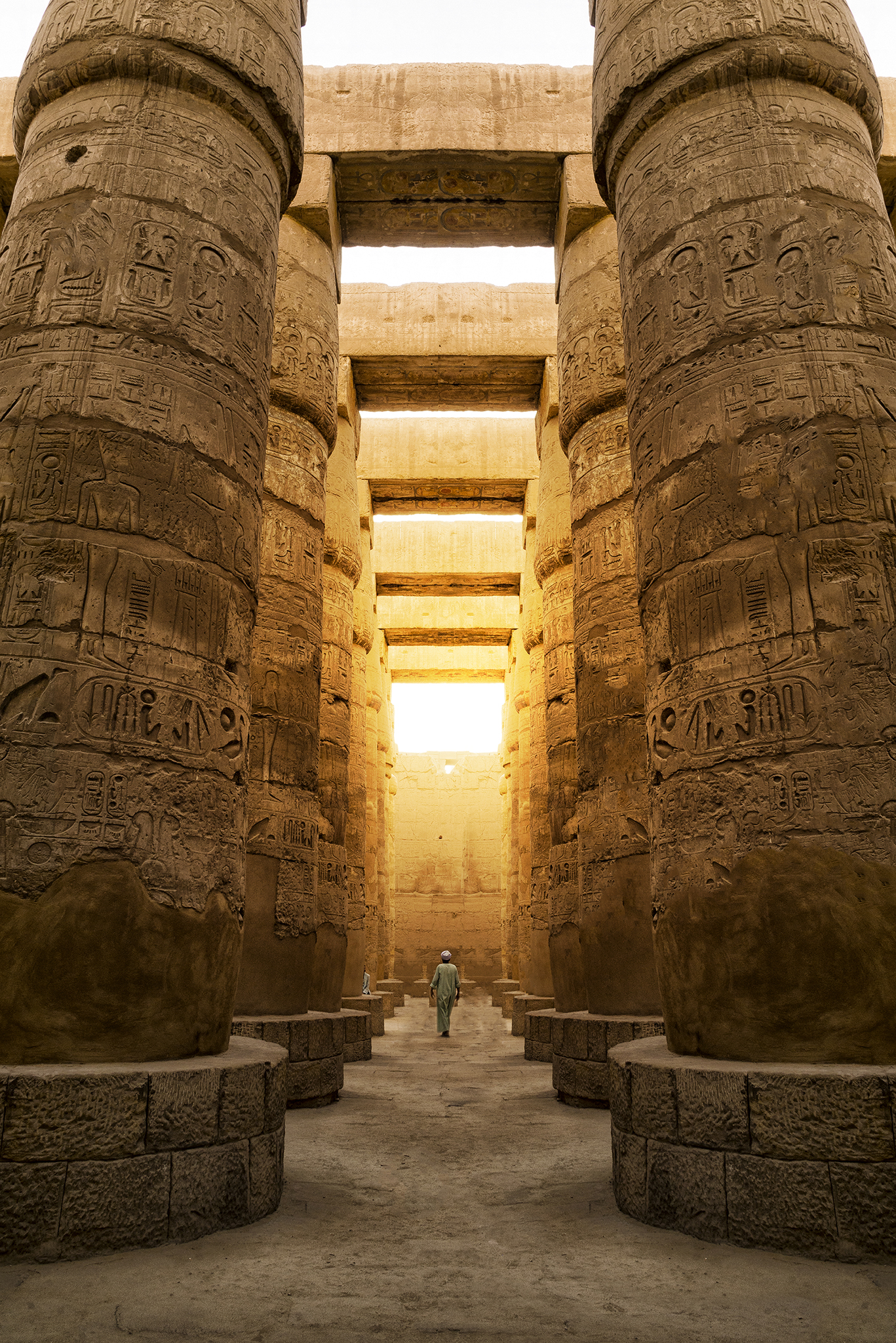
Большой гипостильный зал Карнакского храма, Египет
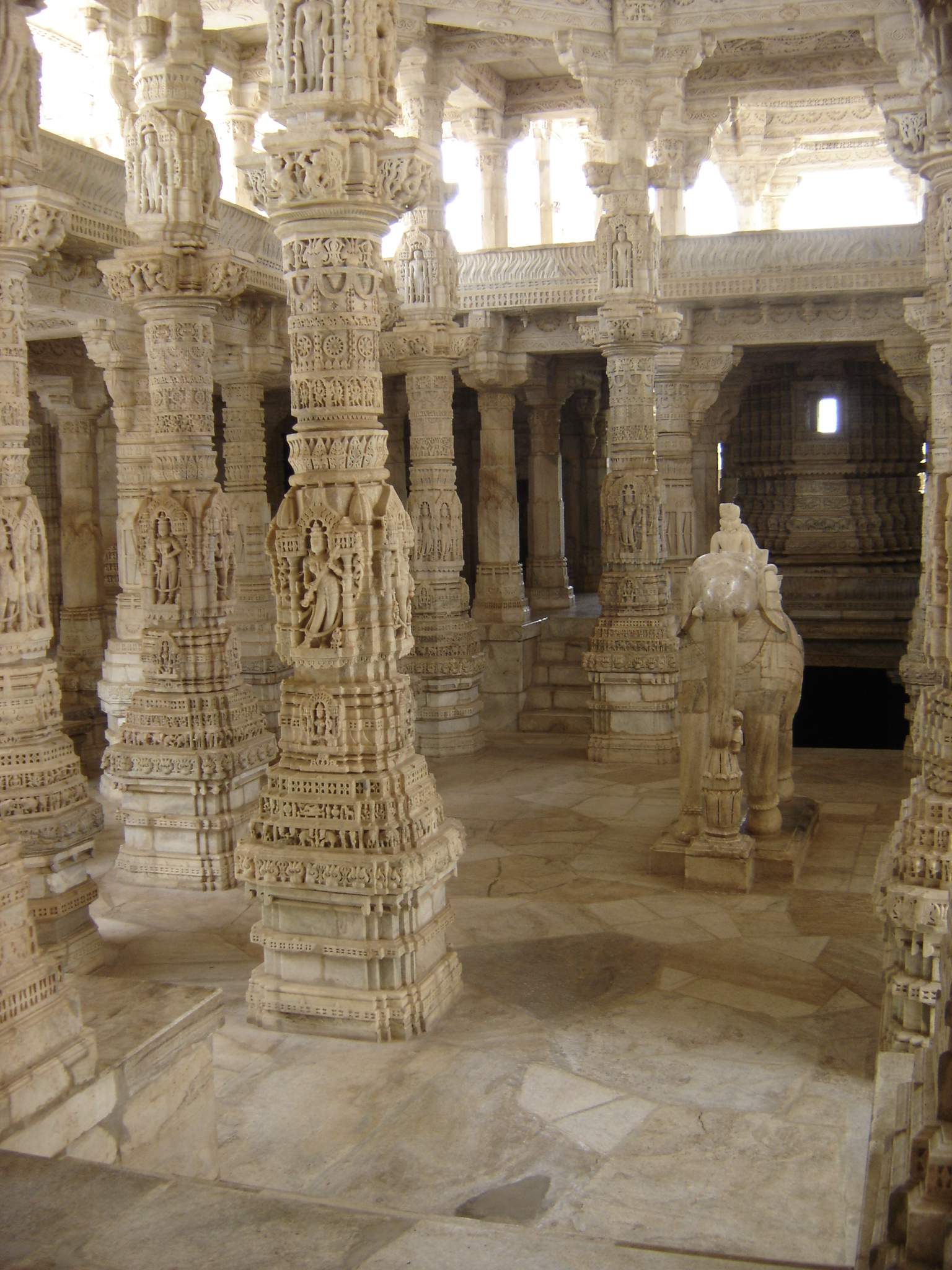
Ранакпурский джайнский храм в Индии
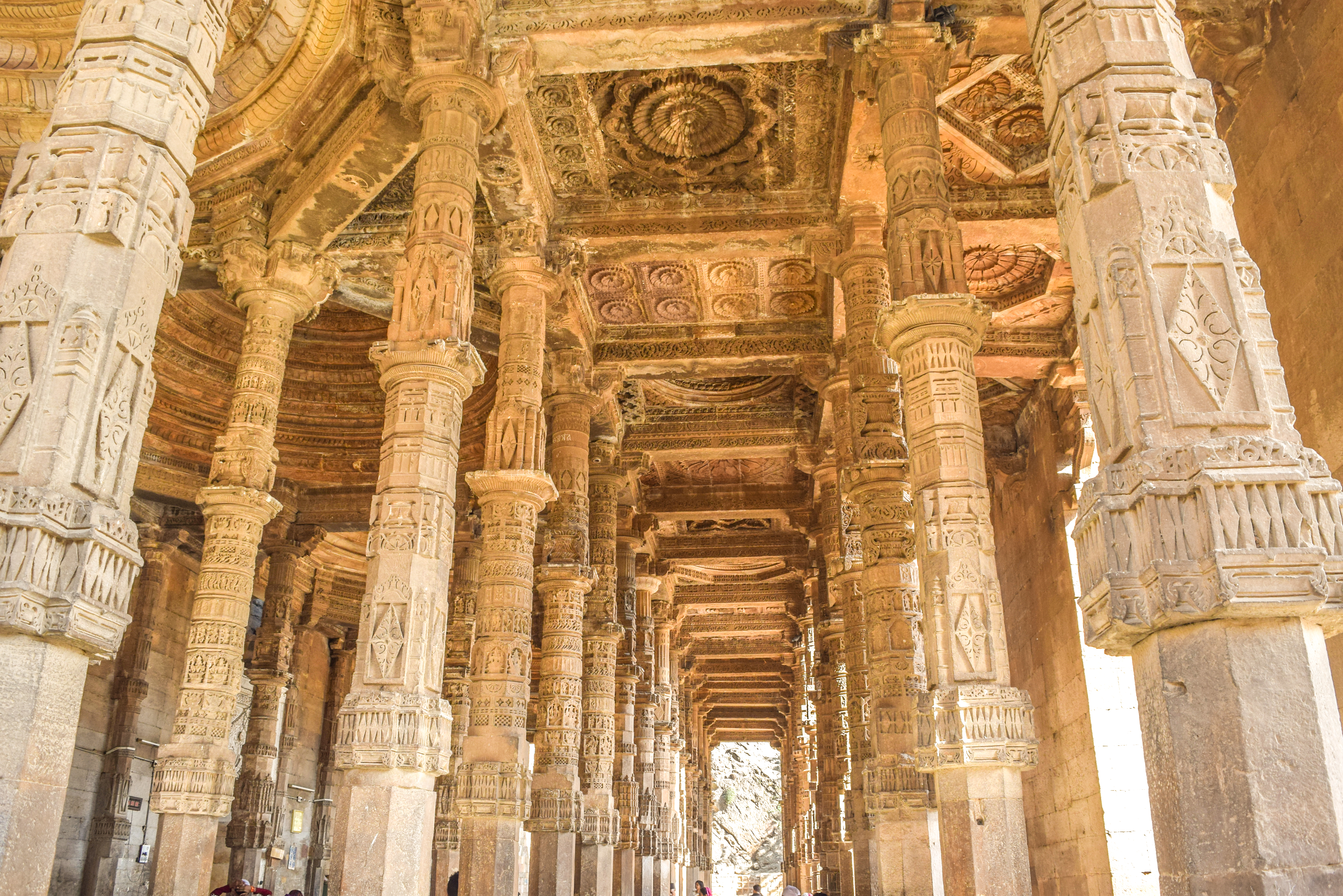
Адхай Дин Ка Дхонпра[англ.] в Раджастане, Индия
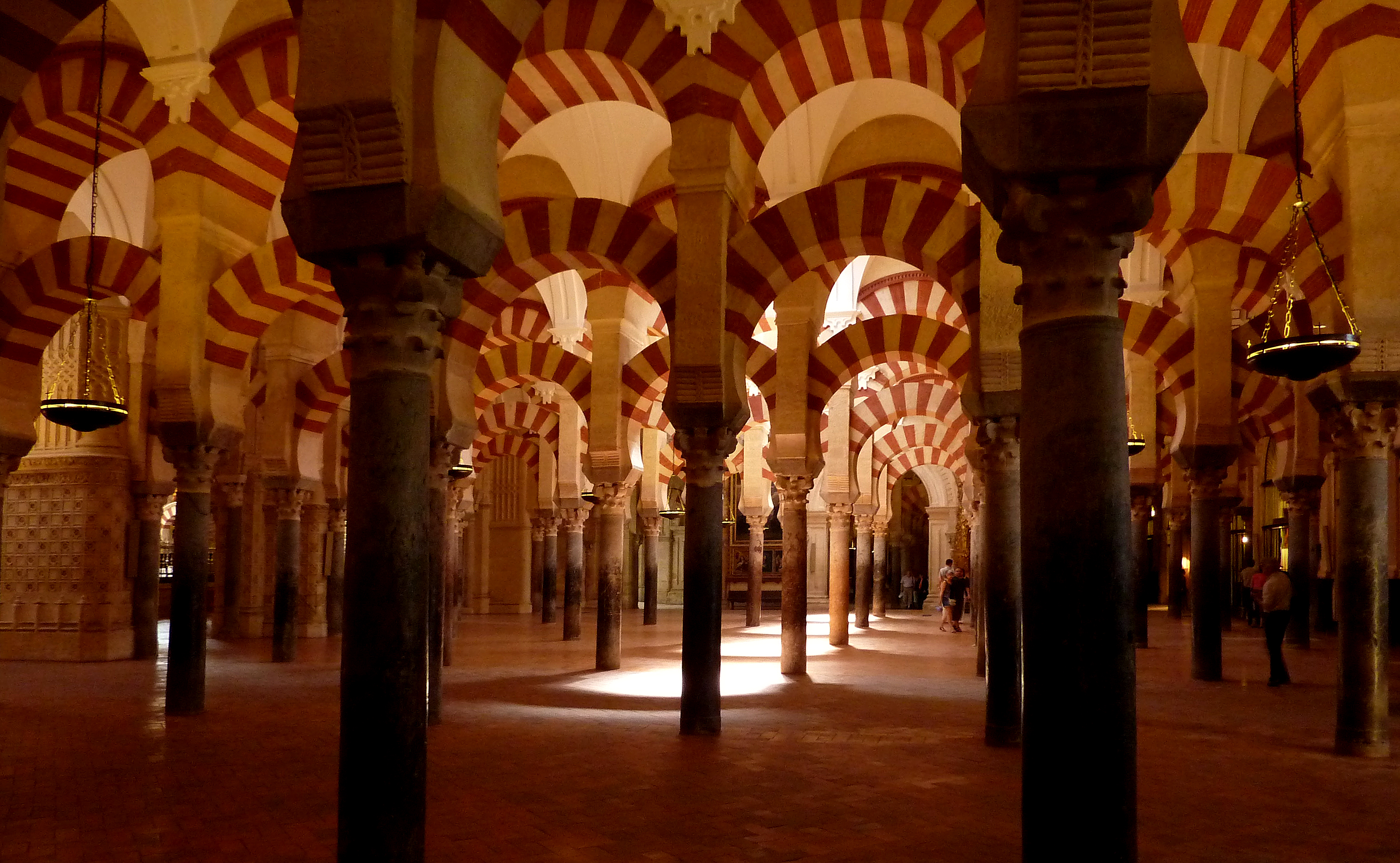
Гипостильный зал в Меските, Кордова
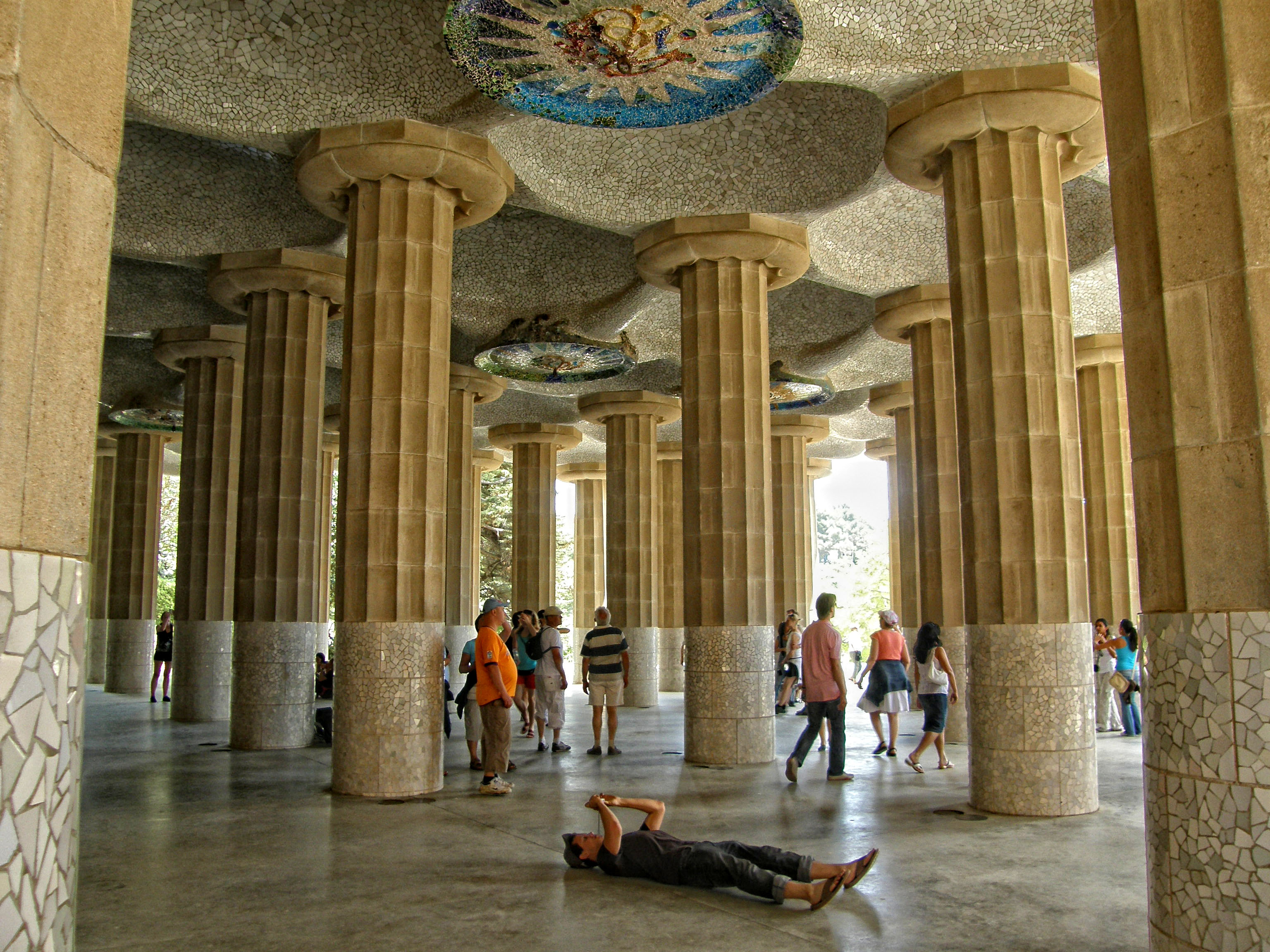
Зал ста колонн в парке Гуэль в Барселоне, Испания